# Carlos Eduardo Cadoca
Carlos Eduardo Cintra da Costa Pereira, mais conhecido como Cadoca (Recife, 23 de abril de 1940 — Recife, 13 de dezembro de 2020), foi um advogado, político brasileiro e deputado federal pelo estado de Pernambuco.

## Biografia
Filho de João Coutinho da Costa Pereira e Maria José Cintra da Costa Pereira, Carlos Eduardo Cadoca formou-se em Direito pela Faculdade de Direito do Recife, em 1967, e em Desenvolvimento Econômico pela Universidade Harvard, em 1966.
Foi um dos fundadores do Partido do Movimento Democrático Brasileiro (PMDB) em 1980, antes disso já fazia parte do Movimento Democrático Brasileiro (MDB) desde 1969.
Em 2004 candidatou-se a prefeito da cidade do Recife. Com o apoio do então governador do estado, Jarbas Vasconcelos, perdeu a eleição para o então prefeito que tentava a reeleição, João Paulo.
Em 2008 candidatou-se a prefeito da cidade do Recife, dessa vez pelo PSC, e foi adversário de Raul Henry, candidato do seu antigo partido. Perdeu a eleição para João da Costa.
Em 2010 foi eleito para o quarto mandato consecutivo de deputado federal pelo PSC, em Pernambuco.
Em 2014 tentou o quinto mandato de deputado federal pelo PCdoB, através da coligação Frente Popular de Pernambuco. Ficou na suplência, mas assumiu o mandato em fevereiro depois que o governador Paulo Câmara convocou André de Paula para compor a Secretaria das Cidades.
Deixou o PCdoB em 2016 e ingressou meses depois no Partido Democrático Trabalhista, legenda essa que acabou expulso em abril de 2017 após votar a favor das reformas trabalhistas enviadas pelo governo Temer.
Em agosto de 2018, informou que desistiu de candidatura para o mandato de 2018–2022.

## Executivo
Foi secretário de Desenvolvimento Econômico, Turismo e Esportes da Prefeitura do Recife no segundo mandato de Jarbas Vasconcelos. Continuou no cargo em 1997, na gestão de Roberto Magalhães. No ano seguinte, foi para a secretaria de Desenvolvimento Econômico, Turismo e Esportes de Pernambuco na primeira gestão Jarbas Vasconcelos como governador do Estado. Comandou projetos importantes e estruturadores, como a ampliação do Porto de Suape e a política de captação de investimentos para Pernambuco.

## Cargos eletivos
- Vereador do Recife (1983–1988)
- Vereador do Recife (1989–1992)
- Vereador do Recife (1993–1995)
- Deputado estadual/PE (1995–1999)
- Deputado federal (1999–2003)
- Deputado federal ( 2003–2007)
- Deputado federal (2007–2011)
- Deputado federal (2011–2015)
- Deputado federal (2015–2018)

## Morte
Morreu no dia 13 de dezembro de 2020, aos 80 anos, em decorrência de complicações da COVID-19, doença causada pelo coronavírus da síndrome respiratória aguda grave 2, depois de ficar 40 dias internado no Real Hospital Português, no Recife.